# The Boys of the Old Brigade
The Boys of the Old Brigade (en español: "Los Chicos de la Vieja Brigada") es una canción rebelde irlandesa escrita por Paddy McGuigan sobre el Ejército Republicano Irlandés ("Irish Republican Army") durante la guerra de Independencia irlandesa (1919-1921), y el aniversario del Alzamiento de Pascua.

## Argumento
La canción describe a un veterano del Alzamiento de Pascua, hablando a un joven sobre sus compañeros en el Ejército Republicano Irlandés. Cada uno de los estribillos termina con la frase en irlandés: "A ghrá mo chroí", y continua en inglés: "I long to see the boys of the old brigade" (en español: "Amor de mi corazón, anhelo ver a los chicos de la vieja brigada").

## Letra de la canción
Oh, father why are you so sad

On this bright Easter morn',

When Irish men are proud and glad

Of the land that they were born?

Oh, son, I see in memories few

Of far and distant days,

When being just a lad like you

I joined the IRA,

Where are the lads that stood with me

When history was made?

A Ghra Mo Chroi, I long to see

The boys of the old brigade,

From hills and farms a call to arms

Was heard by one and all,

And from the glen came brave young men

To answer Ireland's call,

It wasn't long ago we faced a foe

The old brigade and me,

And by my side they fought and died

That Ireland might be free,

Where are the lads that stood with me

When history was made?

A Ghra Mo Chroi, I long to see

The boys of the old brigade,

And now, my boy, I’ve told you why

On Easter morn' I sigh,

For I recall my comrades all

And dark old days gone by,

I think of men who fought in glen

With rifle and grenade,

May heaven keep the men who sleep

From the ranks of the old brigade,

Where are the lads that stood with me

When history was made?

A Ghra Mo Chroi, I long to see

The boys of the old brigade.

## Traducción al español
¿Oh padre por qué estás tan triste
en esta brillante mañana de Pascua.

Cuando los irlandeses están orgullosos y contentos de la tierra donde nacieron?

Ay hijo veo mis recuerdos de días lejanos,
Cuando siendo solo un muchacho como tú
me uní al IRA.

¿Dónde están los muchachos que estuvieron conmigo cuándo se hizo historia?

A Ghra Mo Chroi, anhelo ver a los chicos de la vieja brigada.

Desde colinas y granjas un llamado a las armas fue escuchado por todos y cada uno.

Y de la cañada vinieron jóvenes valientes
para responder a la llamada de Irlanda.

No hace mucho nos enfrentamos al enemigo la vieja brigada y yo.

A mi lado lucharon y murieron para que Irlanda fuera libre.

¿Dónde están los muchachos que estuvieron conmigo cuándo se hizo historia?

A Ghra Mo Chroi, anhelo ver a los muchachos de la vieja brigada.

Y ahora muchacho, ya te he dicho por qué en la mañana de Pascua suspiro.

Porque recuerdo a todos mis camaradas,
y los viejos tiempos oscuros ya pasaron.

Pienso en los hombres que lucharon en la cañada con rifle y granada.

Que el cielo guarde a los hombres que duermen de las filas de la antigua brigada.

¿Dónde están los muchachos que estuvieron conmigo cuándo se hizo historia?

A Ghra Mo Chroi, anhelo ver a los chicos de la vieja brigada.